# Harpactes
A Harpactes a madarak osztályán belül a trogonalakúak (Trogoniformes) rendjébe és a trogonfélék (Trogonidae) családjába tartozó nem.

## Rendszerezésük
A nemet William John Swainson írta le 1833-ban, az alábbi fajok tartoznak ide:
- narancsbegyű malájtrogon (Harpactes oreskios)
- Harpactes orrhophaeus
- Harpactes duvaucelii
- malabári malájtrogon (Harpactes fasciatus)
- bíborhasú malájtrogon (Harpactes diardii)
- pirosfejű malájtrogon (Harpactes erythrocephalus)
- Ward-malájtrogon (Harpactes wardi)
- pirosnyakú malájtrogon (Harpactes kasumba)
- Fülöp-szigeteki malájtrogon (Harpactes ardens)
- Whitehead-malájtrogon (Harpactes whiteheadi)
- Harpactes reinwardtii[2] vagy Apalharpactes reinwardtii[1]